# Serhiy Kryvtsov
Serhiy Andriyovych Kryvtsov 
(ucraniano: Сергій Андрійович Кривцов; nacido el 15 de marzo de 1991 en Zaporizhya, en la República Socialista Soviética de Ucrania, de la antigua Unión Soviética, hoy Ucrania) es un defensor de fútbol ucraniano que actualmente no tiene equipo desde 2024.

## Carrera

### Metalurh Zaporizhya
Kryvtsov es un producto de las inferiores del Metalurh Zaporizhya, donde fue entrenado por Viktor Tryhubov. Haría su debut para el club a la edad de 17 años, en un empate 1-1 de su equipo con Chornomorets Odesa el día 3 de mayo de 2008. SU primer gol como profesional en el club fue en una victoria por 2-0 sobre Illichivets Mariupol el 27 de febrero de 2010. Dejaría el club en mayo de 2012 para unirse a la plantilla del Shakhtar Donetsk.

### Shakhtar Donetsk
El 11 de mayo de 2010 Serhiy, junto con Taras Stepanenko, firma para el FC Shakhtar Donetsk desde Metalurh en un contrato por cinco años. Su primer partido suyo en este nuevo club vino el 10 de noviembre de 2010 en una victoria 1-0 por la Copa de Ucrania antu su antiguo club, el Metalurh Zaporizhya. Con el Shakhtar tuvo una exitosa campaña ganando Premier League de Ucrania, la Copa de Ucrania y la Supercopa de Ucrania.
La temporada siguiente en el Shakhtar volvería a ganar la Premier League de Ucrania (2011-2012) y la Copa de Ucrania.

### Inter de Miami
En enero de 2023, Kryvtsov se unió al club Inter Miami de la Major League Soccer con un contrato de dos años, con opción a una extensión por un tercer año. En su debut con el club, Kryvtsov anotó el primer gol del partido cuando Inter Miami derrotó a CF Montréal 2-0.
En el 2023 se consagraría campeón de la Leagues Cup 2023.

## Carrera internacional
Kryvtsov fue miembro de la selección de fútbol de Ucrania sub-21 y anteriormente había sido miembro de la selección de fútbol de Ucrania sub-19. En esta última, fue parte del equipo que ganó el campeonato europeo de 2009 (la Eurocopa Sub-19 de 2009). Haría su primera aparición para el seleccionado nacional mayor en una derrota 4-0, en el amistoso disputado ante la República Checa el 6 de septiembre de 2011, jugando los 90 minutos.

## Estadística de carrera

### Club
| Club                | Temporada           | Liga     | Liga  | Copa Nacional | Copa Nacional | Copas Internacional | Copas Internacional | Supercopas | Supercopas | Total    | Total |
| Club                | Temporada           | Partidos | Goles | Partidos      | Goles         | Partidos            | Goles               | Partidos   | Goles      | Partidos | Goles |
| ------------------- | ------------------- | -------- | ----- | ------------- | ------------- | ------------------- | ------------------- | ---------- | ---------- | -------- | ----- |
| Metalurh Z          | 2007–08             | 4        | 0     | -             | -             | -                   | -                   | -          | -          | 4        | 0     |
| Metalurh Z          | 2008–09             | 16       | 0     | -             | -             | -                   | -                   | -          | -          | 16       | 0     |
| Metalurh Z          | 2009–10             | 22       | 2     | 1             | 0             | -                   | -                   | -          | -          | 23       | 2     |
| Total               | Total               | 42       | 2     | 1             | 0             | -                   | -                   | -          | -          | 43       | 2     |
| Shakhtar            | 2010–11             | 2        | 0     | 1             | 0             | -                   | -                   | -          | -          | 3        | 0     |
| Shakhtar            | 2011–12             | 5        | 0     | 1             | 0             | -                   | -                   | -          | -          | 6        | 0     |
| Shakhtar            | 2012–13             | 15       | 1     | 1             | 0             | -                   | -                   | -          | -          | 16       | 1     |
| Shakhtar            | 2013–14             | 11       | 1     | 2             | 0             | -                   | -                   | -          | -          | 12       | 0     |
| Shakhtar            | 2014–15             | 17       | 3     | 2             | 0             | 2                   | 0                   | 0          | 0          | 21       | 3     |
| Shakhtar            | 2015–16             | 7        | 0     | 4             | 0             | 3                   | 0                   | 0          | 0          | 14       | 0     |
| Shakhtar            | 2016–17             | 6        | 0     | 2             | 0             | 4                   | 2                   | 1          | 0          | 13       | 2     |
| Shakhtar            | 2017–18             | 13       | 2     | 1             | 0             | 1                   | 0                   | 1          | 0          | 16       | 2     |
| Shakhtar            | 2018–19             | 21       | 0     | 4             | 0             | 6                   | 0                   | 1          | 0          | 32       | 0     |
| Shakhtar            | 2019–20             | 23       | 2     | 1             | 0             | 12                  | 0                   | 1          | 0          | 37       | 2     |
| Shakhtar            | 2020–21             | 12       | 1     | 1             | 0             | 4                   | 0                   | 1          | 0          | 18       | 1     |
| Shakhtar            | 2021–22             | 7        | 0     | 1             | 0             | 4                   | 0                   | 1          | 0          | 13       | 0     |
| Total               | Total               | 147      | 12    | 22            | 0             | 37                  | 2                   | 6          | 0          | 213      | 13    |
| Inter Miami         | 2023                | 1        | 0     | 0             | 0             | 0                   | 0                   | 0          | 0          | 1        | 0     |
| Total               | Total               | 1        | 0     | 0             | 0             | 0                   | 0                   | 0          | 0          | 1        | 0     |
| Total en su carrera | Total en su carrera | 199      | 14    | 23            | 0             | 37                  | 2                   | 6          | 0          | 266      | 15    |

### Internacional
| Selección de Ucrania | Selección de Ucrania | Selección de Ucrania |
| Año                  | Partidos             | Goles                |
| -------------------- | -------------------- | -------------------- |
| 2011                 | 1                    | 0                    |
| 2012                 | 0                    | 0                    |
| 2013                 | 0                    | 0                    |
| 2014                 | 0                    | 0                    |
| 2015                 | 0                    | 0                    |
| 2016                 | 1                    | 0                    |
| 2017                 | 2                    | 0                    |
| 2018                 | 5                    | 0                    |
| 2019                 | 7                    | 0                    |
| 2020                 | 3                    | 0                    |
| Total                | 32                   | 0                    |

## Palmarés

### Títulos nacionales
| Título                  | Club                 | País           | Año  |
| ----------------------- | -------------------- | -------------- | ---- |
| Supercopa de Ucrania    | Shajtar Donetsk      | Ucrania        | 2010 |
| Liga Premier de Ucrania | Shajtar Donetsk      | Ucrania        | 2011 |
| Copa de Ucrania         | Shajtar Donetsk      | Ucrania        | 2011 |
| Liga Premier de Ucrania | Shajtar Donetsk      | Ucrania        | 2012 |
| Copa de Ucrania         | Shajtar Donetsk      | Ucrania        | 2012 |
| Supercopa de Ucrania    | Shajtar Donetsk      | Ucrania        | 2012 |
| Liga Premier de Ucrania | Shajtar Donetsk      | Ucrania        | 2013 |
| Copa de Ucrania         | Shajtar Donetsk      | Ucrania        | 2013 |
| Supercopa de Ucrania    | Shajtar Donetsk      | Ucrania        | 2013 |
| Liga Premier de Ucrania | Shajtar Donetsk      | Ucrania        | 2014 |
| Supercopa de Ucrania    | Shajtar Donetsk      | Ucrania        | 2014 |
| Supercopa de Ucrania    | Shajtar Donetsk      | Ucrania        | 2015 |
| Copa de Ucrania         | Shajtar Donetsk      | Ucrania        | 2016 |
| Liga Premier de Ucrania | Shajtar Donetsk      | Ucrania        | 2017 |
| Copa de Ucrania         | Shajtar Donetsk      | Ucrania        | 2017 |
| Supercopa de Ucrania    | Shajtar Donetsk      | Ucrania        | 2017 |
| Copa de Ucrania         | Shajtar Donetsk      | Ucrania        | 2018 |
| Liga Premier de Ucrania | Shajtar Donetsk      | Ucrania        | 2018 |
| Copa de Ucrania         | Shajtar Donetsk      | Ucrania        | 2019 |
| Liga Premier de Ucrania | Shajtar Donetsk      | Ucrania        | 2019 |
| Liga Premier de Ucrania | Shajtar Donetsk      | Ucrania        | 2020 |
| Supercopa de Ucrania    | Shajtar Donetsk      | Ucrania        | 2021 |
| Supporter's Shield      | Inter de Miami C. F. | Estados Unidos | 2024 |

### Títulos internacionales
| Título                               | Club (*)       | Sede           | Año  |
| ------------------------------------ | -------------- | -------------- | ---- |
| Campeonato Europeo de la UEFA Sub-19 | Ucrania sub-19 | Ucrania        | 2009 |
| Leagues Cup                          | Inter de Miami | Estados Unidos | 2023 |

(*) Incluye la selección.